# NGC 5764
NGC 5764 ist ein 12,6 mag heller offener Sternhaufen (Typdefinition „OCL II2p“) im Sternbild Wolf. Er wurde am 8. Juli 1834 von John Herschel mit einem 18-Zoll-Spiegelteleskop entdeckt, der dabei „a small elongated close group of vS milky way stars 3′ long, 1.5′ broad, so close and faint as to approach very near to the character of a nebula“ notierte.
Moderne Bezeichnungen für diesen Cluster sind OCL 934, Collinder 288, C 1450-524 und VDBH 167.